# 리머릭 소비에트

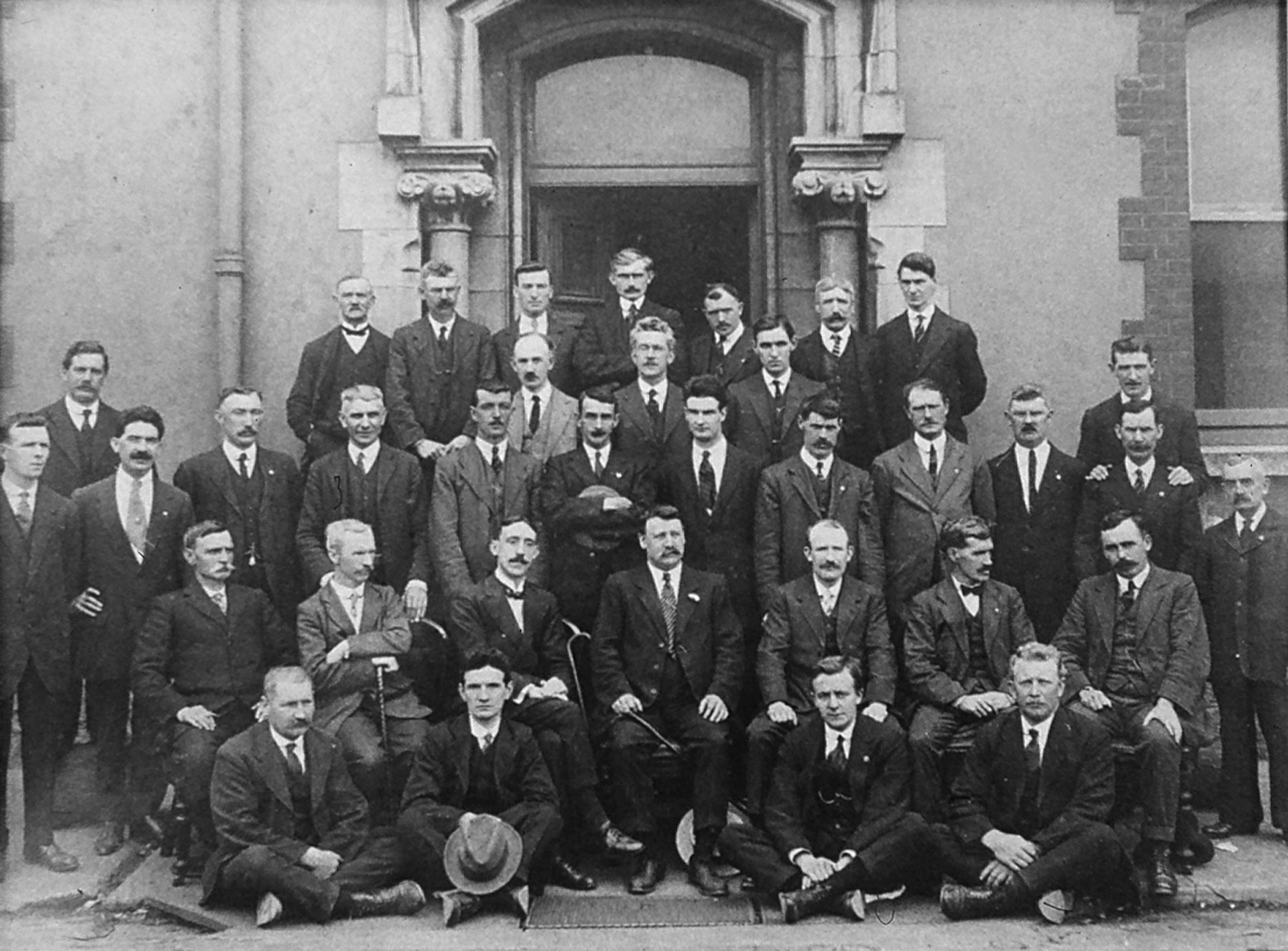
리머릭 소비에트 지도부.

리머릭 소비에트(아일랜드어: Sóivéid Luimnigh, 영어: Limerick Soviet)는 1919년 4월 15일에서 4월 27일까지 아일랜드 리머릭주에 존재한 소비에트이다. 영국 육군이 리머릭 시의 대부분과 리머릭 주 일부에 대해 영토방위법에 따른 "특수군사구역" 지정을 선포하자 이에 대한 반발로서 아일랜드 노동자들이 총파업을 일으킨 결과 수립되었다.
1919년 1월부터 아일랜드 독립전쟁이 시작되면서 아일랜드 공화국군(IRA)과 영국 정부군경은 가열찬 유격전을 벌이기 시작했다. 1919년 4월 6일, IRA는 단식투쟁을 하다 병원에 실려간 로버트 비른을 왕립 아일랜드 경찰대(RIC)의 손아귀에서 구하기 위해 습격을 감행했다. 그 결과 마틴 오브라이언이라는 순경이 치명상을 입고 다른 경관들도 크고작은 부상을 입었다. 구출 대상이었던 비른 또한 부상을 입었고 그 부상이 악화되어 같은 날 사망했다.
이에 대한 대응으로 영국 육군의 그리핀 준장이 4월 9일 리머릭 시를 특수군사구역으로 지정했고 육군 군인들과 기갑차량들이 시내에 배치되었다.
4월 13일, 브린이 대표단을 지냈었던 리머릭 시 노동조합연합평의회가 총파업을 선언했다. 파업 진행을 위임받은 위원회는 4월 14일 소비에트를 선포했다. 파업 진행은 1913년의 더블린 총파업에 준했으며, 소비에트라는 표현은 1917년 러시아 소비에트 연방 사회주의 공화국이 건국되면서 유행하기 시작한 것을 따른 것이었다.

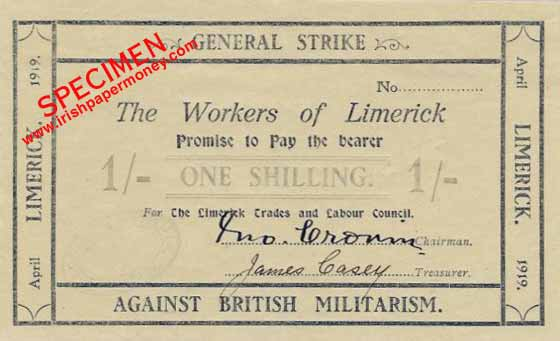
리머릭 소비에트에서 발행한 1실링 지폐.

총파업은 영국군에 대한 보이콧으로 이어졌다. 특수파업위원회가 발족되어 자체적인 화폐를 발행하고 식료품 물가를 조정하며 신문을 발행했다. 리머릭 외부에서는 더블린에서 다소의 지지가 있었지만 벨파스트 주위의 주요공업지대에서는 그렇지 않아서 전국철도인조합에서도 호응하지 않았다.
2주일 뒤 신페인당 당원인 리머릭 시장 알폰수스 오마라(Alphonsus O'Mara)와 천주교 주교 데니스 핼리넌(Denis Hallinan)이 파업의 종료를 부탁했고 파업위원회는 1919년 4월 27일 파업의 종료를 선언했다.